# 托馬斯·布魯姆
托馬斯·F·布魯姆是一名英國數學家，他是曼徹斯特大學的皇家協會大學研究員。他的研究領域是算術組合學和解析數論。

## 生平
布魯姆在牛津大學墨頓學院修讀數學和哲學本科學位。之後，他在布里斯托大學攻讀數學博士學位，師從特雷弗·伍利。完成博士學業後，他在布里斯托大學擔任海爾布隆研究員。2018年，他成為劍橋大學蒂莫西·高爾斯的博士後研究員。2021年，他加入牛津大學擔任研究員。2024年，他轉到曼徹斯特大學，同樣擔任研究員的職位。

## 研究工作
2020年7月，布魯姆和奧羅夫·西薩斯克（Olof Sisask）證明任何使 {\displaystyle \sum _{n\in A}{\frac {1}{n}}} 發散的集合都必須包含長度為3的算術遞進。這是艾狄胥等差數列猜想的第一個非小範例，該猜想假設任何這樣的集合實際上都必須包含任意長度的算術遞進。
2020年11月，在與詹姆斯·梅納德的共同工作中，他改進了最著名的無平方差集的界線，證明了在某些 {\displaystyle c>0} 的情況下，無平方差集合 {\displaystyle A\subset [N]} 的大小最多為 {\displaystyle {\frac {N}{(\log N)^{c\log \log \log N}}}}。
2021年12月，他證明任何正上密度的集合 {\displaystyle A\subset \mathbb {N} } 包含有限的 {\displaystyle S\subset A}，使得 {\displaystyle \sum _{n\in S}{\frac {1}{n}}=1}。這回答了艾狄胥·帕爾和葛立恆的一個問題。